# ブカレスト国際映画祭
ブカレスト国際映画祭（Bucharest International Film Festival、BIFF）は、ルーマニアの首都ブカレストで開催される映画祭である。
Dana Dimitriu-Chelbaによって始められる。
コーディネートされたブカレストで唯一の長編映画に特化した競争力のある映画祭である。